# Trichoplusia glyceia
Trichoplusia glyceia là một loài bướm đêm trong họ Noctuidae.